# Paul Derbyshire
Paul Derbyshire, född 3 november 1986, är en italiensk rugby union spelare. Derbyshire spelar för klubben San Donà. Han gjorde sin debut för Italien den 13 juni 2009 mot Australien.